# Хуайнань
Хуайна́нь (кит. упр. 淮南, пиньинь Huáinán, буквально: «к югу от реки Хуайхэ») — городской округ в провинции Аньхой КНР.

## История
До середины XX века эти земли не были единой административной единицей.
В июле 1949 года был создан Хуайнаньский горнодобывающий район (淮南矿区), подчинённый напрямую властям Специального административного района Ваньбэй (皖北行政区). В 1950 году на этой территории был образован город Хуайнань (淮南市). В 1952 году органы власти Специальных административных районов Ваньбэй и Ваньнань были объединены в Народное правительство провинции Аньхой, и город Хуайнань стал подчиняться напрямую властям провинции.
В 1977 году уезд Фэнтай был передан из состава округа Фуян в подчинение властям Хуайнаня.
В декабре 2015 года уезд Шоусянь был передан из городского округа Луань в подчинение властям Хуайнаня.

## Административное деление
Городской округ Хуайнань делится на 5 районов, 2 уезда:
| Карта                                                      | Карта      | Карта     | Карта         | Карта            | Карта         |
| ---------------------------------------------------------- | ---------- | --------- | ------------- | ---------------- | ------------- |
| Датун Тяньцзяань Сецзяцзи Багуншань Паньцзи Фэнтай Шоусянь |            |           |               |                  |               |
| Статус                                                     | Название   | Иероглифы | Пиньинь       | Население (2010) | Площадь (км²) |
| Район                                                      | Датун      | 大通区    | Dàtōng qū     |                  |               |
| Район                                                      | Тяньцзяань | 田家庵区  | Tiánjiā'ān qū |                  |               |
| Район                                                      | Сецзяцзи   | 谢家集区  | Xièjiājí qū   |                  |               |
| Район                                                      | Багуншань  | 八公山区  | Bāgōngshān qū |                  |               |
| Район                                                      | Паньцзи    | 潘集区    | Pānjí qū      |                  |               |
| Уезд                                                       | Фэнтай     | 凤台县    | Fèngtái xiàn  |                  |               |
| Уезд                                                       | Шоусянь    | 寿县      | Shòu xiàn     |                  |               |

## Достопримечательности
- Усыпальница Увандунь — крупнейшая гробница, принадлежавшая наивысшему сословию времен царства Чу[2].